# Lichtflits
Een lichtflits is kortstondig, helder licht. 
Een lichtflits kan uit verschillende soorten licht bestaan.
Voorbeelden:
- Bliksem, een lichtflits bij onweer veroorzaakt door elektrische ontlading.
- Een stroboscoop kan lichtflitsen maken, soms meer dan 100 per seconde.
- De flitser van een fotografische flitser veroorzaakt een lichtflits.
- Sommige typen lasers produceren flitsen (bijvoorbeeld excimerlasers, die ultraviolet licht maken).
- Energierijke gebeurtenissen in het helaal, zoals gammaflitsen.
- Explosies kunnen lichtflitsen veroorzaken, zeker bij vuurwerk.

Zowel de bliksem als de flitser geven grotendeels zichtbaar licht. Een lichtflits kan ook geluid veroorzaken, door plotselinge verwarming van lucht, en dus ook luchtdrukverschillen (zoals bij de donder); dit gebeurt alleen bij zeer warme lichtflitsen.
Bij epilepsiegevoelige mensen kan een lichtflits of een snel opeenvolgende reeks hiervan een aanval veroorzaken.